# جاذبه‌های شهر بزرگ
جاذبه‌های شهر بزرگ (به انگلیسی: Bright Lights) که بعدها به ماجراجویی در آفریقا تغییر نام داد، یک فیلم ناطق در سبک کمدی موزیکال به کارگردانی مایکل کورتیز است که در سال ۱۹۳۰ منتشر شد.
این فیلم تماماً به روش تکنی کالر فیلمبرداری شده‌است.

## بازیگران
- دوروتی مک‌کیل
- جین لاورتی
- نوآ بیری
- فرانک مک‌هیو
- فرانک فِی
- دافنه پولارد
- تام دوگان
- جیمز موری
- فیلیپ استرینج